# Descente femmes des championnats du monde de ski alpin 2021
Navigation
Édition précédente Édition suivante
La descente féminine des championnats du monde de ski alpin 2021 a lieu le 13 février 2021. Elle est remportée par la Suissesse Corinne Suter, qui gagne son premier titre mondial. L'Allemande Kira Weidle est deuxième et la Suissesse Lara Gut-Behrami, première du super G deux jours plus tôt, est médaillée de bronze.

## Résultats
La course a commencé à 11:00.
| Rang               | Dossard | Nom                  | Pays                    | Temps   | Retard  |
| ------------------ | ------- | -------------------- | ----------------------- | ------- | ------- |
| Médaille d'or      | 7       | Corinne Suter        | Suisse                  | 1:34.27 | —       |
| Médaille d'argent  | 11      | Kira Weidle          | Allemagne               | 1:34.47 | +0.20   |
| Médaille de bronze | 13      | Lara Gut-Behrami     | Suisse                  | 1:34.64 | +0.37   |
| 4                  | 9       | Ester Ledecká        | Tchéquie                | 1:34.71 | +0.44   |
| 5                  | 14      | Ramona Siebenhofer   | Autriche                | 1:34.77 | +0.50   |
| 5                  | 8       | Michelle Gisin       | Suisse                  | 1:34.77 | +0.50   |
| 7                  | 15      | Tamara Tippler       | Autriche                | 1:34.81 | +0.54   |
| 8                  | 19      | Elena Curtoni        | Italie                  | 1:35.10 | +0.83   |
| 9                  | 5       | Breezy Johnson       | États-Unis              | 1:35.17 | +0.90   |
| 10                 | 12      | Ragnhild Mowinckel   | Norvège                 | 1:35.26 | +0.99   |
| 11                 | 18      | Mirjam Puchner       | Autriche                | 1:35.29 | +1.02   |
| 12                 | 3       | Laura Pirovano       | Italie                  | 1:35.44 | +1.17   |
| 13                 | 16      | Marie-Michèle Gagnon | Canada                  | 1:35.49 | +1.22   |
| 14                 | 17      | Ilka Štuhec          | Slovénie                | 1:35.57 | +1.30   |
| 15                 | 4       | Nadia Delago         | Italie                  | 1:35.69 | +1.42   |
| 16                 | 6       | Kajsa Vickhoff Lie   | Norvège                 | 1:35.70 | +1.43   |
| 17                 | 1       | Francesca Marsaglia  | Italie                  | 1:35.81 | +1.54   |
| 18                 | 2       | Jasmina Suter        | Suisse                  | 1:36.00 | +1.73   |
| 19                 | 10      | Christine Scheyer    | Autriche                | 1:36.26 | +1.99   |
| 20                 | 22      | Laura Gauché         | France                  | 1:36.41 | +2.14   |
| 21                 | 27      | Isabella Wright      | États-Unis              | 1:36.47 | +2.20   |
| 22                 | 21      | Maruša Ferk          | Slovénie                | 1:36.53 | +2.26   |
| 23                 | 20      | Tiffany Gauthier     | France                  | 1:36.61 | +2.34   |
| 24                 | 29      | Jacqueline Wiles     | États-Unis              | 1:37.01 | +2.74   |
| 25                 | 25      | Elvedina Muzaferija  | Bosnie-Herzégovine      | 1:37.13 | +2.86   |
| 26                 | 26      | Laurenne Ross        | États-Unis              | 1:37.30 | +3.03   |
| 27                 | 24      | Julia Pleshkova      | Fédération russe de ski | 1:37.53 | +3.26   |
| 28                 | 23      | Greta Small          | Australie               | 1:37.68 | +3.41   |
| 29                 | 30      | Lin Ivarsson         | Suède                   | 1:37.70 | +3.43   |
| 30                 | 28      | Ania Monica Caill    | Roumanie                | 1:39.04 | +4.77   |
| —                  | 31      | Nevena Ignjatović    | Serbie                  | Abandon | Abandon |